# Ymobile
Ymobile Corporation  (ワイモバイル株式会社?, Wai Mobairu Kabushiki-gaisha, reso graficamente come Y!mobile) è una azienda giapponese controllata dal gruppo SoftBank. Fornisce servizi di telecomunicazione mobile e ADSL.
È nata nel giugno del 2014 dalla fusione di Willcom e eAccess, utilizza il brand Y! appartenente a Yahoo! Japan, che è in parte controllata da SoftBank.